# Domagoj Duvnjak
Domagoj Duvnjak, född 1 juni 1988 i Đakovo i Kroatien i dåvarande Jugoslavien, är en kroatisk handbollsspelare. Han är högerhänt och spelar i anfall som mittnia. IHF utsåg honom till Årets bästa handbollsspelare i världen 2013. Duvnjak tog, redan vid ung ålder, över som Kroatiens landslags nyckelspelare efter Ivano Balić.

## Meriter

### Klubblag
- Champions League-mästare: 2 (2013, 2020)
- EHF-cupmästare 2019
- Kroatisk mästare: 3 (2007, 2008, 2009)
- Kroatisk cupmästare: 3 (2007, 2008, 2009)
- Tysk mästare: 5 (2011, 2015, 2020, 2021, 2023)
- Tysk cupmästare: 4 (2010, 2017, 2019, 2022)
- Tysk supercupmästare: 6 (2014, 2015, 2020, 2021, 2022, 2023)

### Landslag
- EM 2008 i Norge:  Silver
- OS 2008 i Peking: 4:a
- VM 2009 i Kroatien:  Silver
- EM 2010 i Österrike:  Silver
- VM 2011 i Sverige: 5:a
- EM 2012 i Serbien:  Brons
- OS 2012 i London:  Brons
- VM 2013 i Spanien:  Brons
- EM 2014 i Danmark: 4:a
- VM 2015 i Qatar: 6:a
- EM 2016 i Polen:  Brons
- OS 2016 i Rio de Janeiro: 5:a
- VM 2017 i Frankrike: 4:a
- EM 2018 i Kroatien: 5:a
- VM 2019 i Danmark och Tyskland: 6:a
- EM 2020 i Norge, Sverige och Österrike:  Silver